# オーソライズド
オーソライズド（Authorized）とはアイルランド生産、イギリスの競走馬、種牡馬。おもな勝ち鞍に2007年のダービーステークス、インターナショナルステークス、2006年のレーシングポストトロフィーなど。2007年のカルティエ賞最優秀3歳牡馬に選出された。

## 戦績
- 特記事項なき場合、本節の出典はRacing Post[1]

2006年9月15日、ニューベリー競馬場でのメイドン競走でデビューし、3着。未勝利の身のままレーシングポストトロフィーに駒を進め、後方から差し切って初勝利をG1競走でマークした。
2007年はダンテステークスから始動して勝利をおさめて1番人気見当の支持でダービーステークスへ出走し、レースでは中団から進めて直線で伸び、2着イーグルマウンテンを5馬身突き放して優勝。鞍上ランフランコ・デットーリも15回目の騎乗にして初めてのダービーステークス優勝であった。ダービーステークスの直後、ゴドルフィンが所有権の一部を購買した。続くエクリプスステークスではジョージワシントンを競り落としたものの、最後の直線で1頭だけ馬群から大きく離れて外ラチ沿いを走らせる策を取ったライアン・ムーア騎乗のノットナウケイトの2着に終わった。次走予定のキングジョージ6世&クイーンエリザベスステークスは疲労回避句を理由に回避したが、8月ヨーク競馬場のインターナショナルステークスでは、キングジョージ6世&クイーンエリザベスステークスを勝ってきたディラントーマスを2着に、エクリプスステークスで先着を許したノットナウケイトを3着に下して勝利した。その後凱旋門賞に1番人気見当で出走もディラントーマスの10着に終わり、この1戦を最後に引退。2007年のカルティエ賞選考では、最優秀3歳牡馬に選ばれた。

## 競走成績
以下の内容は、Racing Postの情報および記載法に基づく。
| 出走日     | 競馬場       | 競走名              | 格 | 距離     | 着順 | 騎手          | 着差      | 1着（2着）馬       |
| ---------- | ------------ | ------------------- | -- | -------- | ---- | ------------- | --------- | ------------------ |
| 2006.09.15 | ニューベリー | 条件S               |    | 芝6f     | 3着  | E. アハーン   | 1 1/4馬身 | Teslin             |
| 2006.10.21 | ニューベリー | レーシングポストT   | G1 | 芝8f     | 1着  | L. デットーリ | 1 1/4馬身 | (Charlie Fansbams) |
| 2007.05.17 | ヨーク       | ダンテS             | G2 | 芝10f88y | 1着  | L. デットーリ | 4馬身     | (Raincoat)         |
| 2007.06.02 | エプソム     | ダービー            | G1 | 芝12f10y | 1着  | L. デットーリ | 5馬身     | (Eagle Mountain)   |
| 2007.07.08 | サンダウン   | エクリプスS         | G1 | 芝10f7y  | 2着  | L. デットーリ | 1 1/2馬身 | Notnowcato         |
| 2007.08.19 | ヨーク       | インターナショナルS | G1 | 芝10f88y | 1着  | L. デットーリ | 1馬身     | (Dylan Thomas)     |
| 2007.10.07 | ロンシャン   | 凱旋門賞            | G1 | 芝2400m  | 10着 | L. デットーリ | 9 3/4馬身 | Dylan Thomas       |

## 引退後
引退後はゴドルフィン所有のダルハムホールスタッドで種牡馬入りし、アイルランドのキルダンガンスタッドでも供用された。長く他のスタッドからの購買要請があったものの断ってきたが、2020年からはトルコで供用されることになった。
2024年からはアイルランドに戻り、キャピタルスタッドにて種牡馬生活を送ることになった。

### 主な産駒
- Ambivalent/アンビバレント - プリティーポリーステークス[10][12]
- Complacent/コンプレセント - スプリングチャンピオンステークス[13]
- Hartnell/ハートネル - ザBMW[10][14]
- Seal Of Approval/シールオブアプルーヴァル - ブリティッシュ・チャンピオンズ・フィリーズ&メアズステークス[10][15]
- Tiger Roll/タイガーロール - グランドナショナル[10]
- Santiago/サンティアゴ - アイリッシュダービー[16]

## 血統表
| オーソライズドの血統  | オーソライズドの血統                                      | オーソライズドの血統                                      | （血統表の出典）                                          | （血統表の出典） |
| 父系                  | サドラーズウェルズ系                                      | サドラーズウェルズ系                                      | サドラーズウェルズ系                                      | [ § 2 ]          |
| 父 Montjeu 1996 鹿毛  | 父の父Sadler's Wells 1981 鹿毛                            | Northern Dancer                                           | Nearctic                                                  | Nearctic         |
| 父 Montjeu 1996 鹿毛  | 父の父Sadler's Wells 1981 鹿毛                            | Northern Dancer                                           | Natalma                                                   |                  |
| 父 Montjeu 1996 鹿毛  | 父の父Sadler's Wells 1981 鹿毛                            | Fairy Bridge                                              | Bold Reason                                               | Bold Reason      |
| 父 Montjeu 1996 鹿毛  | 父の父Sadler's Wells 1981 鹿毛                            | Fairy Bridge                                              | Special                                                   |                  |
| 父 Montjeu 1996 鹿毛  | 父の母Floripedes 1985 鹿毛                                | Top Ville                                                 | High Top                                                  | High Top         |
| 父 Montjeu 1996 鹿毛  | 父の母Floripedes 1985 鹿毛                                | Top Ville                                                 | Sega Ville                                                |                  |
| 父 Montjeu 1996 鹿毛  | 父の母Floripedes 1985 鹿毛                                | Toute Cy                                                  | Tennyson                                                  | Tennyson         |
| 父 Montjeu 1996 鹿毛  | 父の母Floripedes 1985 鹿毛                                | Toute Cy                                                  | Adele Toumignon                                           |                  |
| 母 Funsie 1999 青鹿毛 | 母の父Saumarez 1987 黒鹿毛                                | Rainbow Quest                                             | Brushing Groom                                            | Brushing Groom   |
| 母 Funsie 1999 青鹿毛 | 母の父Saumarez 1987 黒鹿毛                                | Rainbow Quest                                             | I Will Follow                                             |                  |
| 母 Funsie 1999 青鹿毛 | 母の父Saumarez 1987 黒鹿毛                                | Fiesta Fun                                                | Welsh Pageant                                             | Welsh Pageant    |
| 母 Funsie 1999 青鹿毛 | 母の父Saumarez 1987 黒鹿毛                                | Fiesta Fun                                                | Antigua                                                   |                  |
| 母 Funsie 1999 青鹿毛 | 母の母Vallée Dansante 1981 鹿毛                           | Lyphard                                                   | Northern Dancer                                           | Northern Dancer  |
| 母 Funsie 1999 青鹿毛 | 母の母Vallée Dansante 1981 鹿毛                           | Lyphard                                                   | Goofed                                                    |                  |
| 母 Funsie 1999 青鹿毛 | 母の母Vallée Dansante 1981 鹿毛                           | Green Valley                                              | Val de Loir                                               | Val de Loir      |
| 母 Funsie 1999 青鹿毛 | 母の母Vallée Dansante 1981 鹿毛                           | Green Valley                                              | Sly Pola                                                  |                  |
| 母系(F-No.)           | Sly Pola系(FN:16-c)                                       | Sly Pola系(FN:16-c)                                       | Sly Pola系(FN:16-c)                                       | [ § 3 ]          |
| 5代内の近親交配       | Northern Dancer 3 × 4 = 18.75%、Val de Loir 5 × 4 = 9.38% | Northern Dancer 3 × 4 = 18.75%、Val de Loir 5 × 4 = 9.38% | Northern Dancer 3 × 4 = 18.75%、Val de Loir 5 × 4 = 9.38% | [ § 4 ]          |
| 出典                  | 1. 2. 3. 4.                                               | 1. 2. 3. 4.                                               | 1. 2. 3. 4.                                               | 1. 2. 3. 4.      |